# 손죽도
손죽도(巽竹島)는 대한민국의 남해안에 위치한 섬이다. 행정구역은 전라남도 여수시 삼산면 손죽리이다. 원래는 흥양현에 속하였으나 1896년 지방제도 개편 때 돌산군 삼산면에 편입되었고, 1914년 행정구역 개편 때 여수군에 편입되었다. 1949년 여천군에 편입되었고, 1965년 손죽출장소가 설치되었으며, 1998년 여수시에 통합되었다.
2017년 전라남도가 추진한 ‘가고 싶은 섬’ 사업에 선정되었다. ‘바다 위 정원 박물관’을 주제로 섬 가꾸기가 시작되어, 가가호호 정원을 가꾸는 섬이 되었다. 2023년 3월 한국섬진흥원이 ‘3월의 섬’으로 손죽도를 선정하기도 했다. 2023년 7월 기준으로 131세대 2백여 명의 주민이 살고 있다. 1965년에는 2,319명의 주민이 거주했었다.

## 개요
소거문도, 평도, 광도와 함께 손죽열도를 이룬다. 여수 시내에서 약 74km 떨어져 있다. 2010년 현재 인구는 194명(91가구). 400여 년 전 제주에서 고씨, 부씨, 양씨가 최초로 입도하여 마을을 형성하였으나 왜구들의 노략질이 심하여 육지로 출도하였고, 이후 전주이씨, 밀양박씨, 김해김씨 등이 다시 입도하여 거주하였다. 최고점은 깃대봉(242m)으로 섬 중앙에 있으며, 서쪽 해안 일부를 제외하고는 비교적 경사가 완만한 구릉지가 곳곳에 분포한다. 해안은 암석해안이 많으나 섬 북쪽에 형성된 만 일대에는 사질해안이 발달되어 있다. 
기후는 대체로 온화하며 비가 많다. 1월 평균기온 2.7℃ 내외, 8월 평균기온 23.6℃ 내외, 연강수량 1,362㎜ 정도이다. 취락은 선착장이 있는 북쪽 만 안에 주로 분포하며, 주민은 대부분 어업에 종사한다. 농산물로는 고구마·마늘·옥수수·보리·양파·콩 등이 생산되며, 근해에서는 문어·삼치·방어·도미 등이 잡히고, 자연산 톳의 채취와 미역·김 등의 양식도 이루어진다. 북서쪽 돌출부 끝에는 무인등대가 있고, 길이 1㎞되는 손죽해수욕장이 있다. 여수에서 출발하는 정기여객선이 1일 1회 운항된다.

## 지명의 유래
1587년(선조 22) 음력 2월 26일, 왜구들이 전라도 남해안을 침범한 정해왜변(丁亥倭變)이 발생했다. 녹도와 손죽도에도 왜적 18척이 들어와 행패를 부렸는데, 녹도만호 이대원 장군(당시 22세)이 이 섬에 쳐들어온 왜적과 맞서 싸우다 숨진 일이 있었다. 조정에서는 신립과 변협을 방어사로, 김명원을 전라도 순찰사로 삼아 방어하게 했다.
또한 당시 전주 부윤으로 있던 남언경(南彦經)은 낙향하여 있던 정여립에게 도움을 청하였다. 정여립은 전주로 낙향후 그가 조직한 대동계원들을 데리고 출병하였다. 당시 왜구는 별로 수가 많지 않아 대동계원이 녹도에 도착하였을 때 이들은 이미 퇴각한 뒤였다. 그러나 손죽도(損竹島)에 정박하고 있던 왜구를 발견하여 기습 공격, 미처 떠나지 못한 왜구들을 전멸시켰다.
1591년 전라좌수사로 부임한 이순신 장군이 큰 인물을 잃어 큰 손해를 봤다며 '손대도'(損大島)라고 명명한 것으로 전해진다. 1914년 행정구역 개편에 따라 '손죽도'(損竹島)로 바뀌었다가 현재에 이르렀다. 정해왜변에서 전사한 이대원 장군의 사당이 있으며, 주민들은 해마다 3월 3일에 제를 지낸다. 

## 교통 -손죽도 가는 방법
<쾌속선 하멜호>
• 위치: 여수연안여객터미널, 전라남도 여수시 여객선터미널길 17
• 노선 및 시간 (2024. 10. 01 기준)
- 여수항(07:55, 13:00) → 외나로도 → 손죽도 (1시간 10분 소요)
- 손죽도(11:30, 16:25) → 외나로도 → 여수 (1시간 10분 소요)
※ 쾌속선은 거문도가 최종 목적지로, 손죽도는 경유지입니다.
※ 외나로도에서 승선할 경우 미리 매표해야 해요! 승선자가 없으면 경유하지 않으니 유의하세요!
※ 여수연안여객터미널에서 승선하는 타지역민은 배편 절반을 지원받을 수 있습니다
※ 차도선의 경우 녹동항에 별도 문의하세요.

## 손죽도 화전놀이
1. 손죽도는 3월 삼짇날 봄맞이 놀이 ‘화전(花煎)놀이’를 했다. 제비가 날아들고 진달래가 만발하는 시기 액운을 막는 의미였다. 여자들은 진달래 꽃잎을 찹쌀가루에 버무려 밀가루 반죽 위에 올리고 쇠판에 기름을 둘러 전을 만들었고, 남자들은 풍물로 춤곡을 벌여 밤새도록 잔치를 했다고 알려진다. 손죽도에서는 <제화좋소>, <산아지타령>, <강강술래> 등을 함께 불렀다.
2. 손죽도관련항목 보기에서 화전놀이 때 부르던 대표적인 노래인 「제화좋소」의 내용은 다음과 같다.

"제화좋소 제제제화가 좋소 금년에 춘삼월로 화전놀이를 갑세다/ 제화좋소 제제제화가 좋소 금년에 춘삼월로 화전놀이를 갑세다/ 놀다가 갑세다 노-놀다나 갑세다 제가 제도록 에헤라 놀다나 갑시다/ 제화좋소 제제제화가 좋소 금년에 춘삼월로 화전놀이를 갑세다/ 우리가 이따가 초죽어나지면 저건너 저 무덤이 외로와 다대리로다/ 제화좋소 제제제화가 좋소 금년에 춘삼월로 화전놀이를 갑세다/ 증조야 난강에 혼불러 놓고서 정천 하늘에 애로와 비내리라세/ 제화좋소 제제제화가 좋소 금년에 춘삼월로 화전놀이를 갑세다/ 머래랑 다래랑 다 당재친 소래 자다가다가 들어도 외로와 우리님 소리라/ 제화좋소 제제제화가 좋소 금년에 춘삼월로 화전놀이를 갑세다/ 삼각산 몰랑에 벼 베어나 나아나 어린님 다래워 애로워 잠자나 마나/ 제화좋소 제제제화가 좋소 금년에 춘삼월로 화전놀이를 갑세다/ 각시야 잠자냐 밤 밤세나 올래나 밤중에 새벽에 애로와 산넘어 가노라/ 제화좋소 제제제화가 좋소 금년에 춘삼월로 화전놀이를 갑세다" 

## 손죽도 옛 지명
1. 손죽도에는 순우리말 옛 지명이 많이 남아 있다. 이름이 땅의 의미를 생생하게 전해 준다.
2. 손죽도 중앙부 깃대봉에서 지지미로 가는 길목으로 옛날에 처녀들이 모여서 베를 짰다고 하는 곳의 이름은 ‘처녀 배짠디’이다. ‘독 보듬고 돈디’는 바위로 이루어진 해안에서 이동을 위해서는 바위, 즉 돌을 안고 돌아가야 한다는 말이다. “독 보듬고 돌고 나면”, ‘손잡고 돈디’를 만나게 되는데, 해변의 바위절벽을 돌아가기 위해선 서로의 손을 잡아줘야만 하기에 붙여진 이름이다. 화전놀이가 펼쳐진 ‘지지미재’도 ‘지지다’에서 유래된 이름이다.
3. 옛 지지미 마을에는 거주하고 있는 이는 없고, 방목된 소만 자리를 지키고 있다.

## 마을 유명인
1. 손죽마을 김기한 이장은 1988년 서울올림픽 요트 국가대표 출신이다. KBS광주방송총국 제작 <별별다방>에서 김기한 이장의 젊은 시절 영상이 공개되기도 했다.[9]

## 낚시
1. 선착장, 갯바위 등 손죽도 전역은 낚시꾼들에게 유명한 낚시포인트이다. 한겨울을 제외한 연안에서 낚시를 즐길 수 있다. 여름에는 돌돔과 고등어, 늦가을에는 학꽁치 낚시를 즐길 수 있다
2. 마을 주민들도 선착장에서 고등어, 전갱이, 학꽁치 낚시를 즐긴다. 통발을 이용하면 문어와 꽃게 등을 어렵지 않게 잡을 수 있다.

## 숙박
1. 손죽도는 백패킹으로 유명한 성지이다. 마을 뒤편 전망데크에서는 백패킹을 즐길 수 있다. 단 안전 문제로 마을 주민에게 반드시 확언을 받아야 한다.
2. 손죽도에는 3개의 민박집이 있다. 부두 민박과 빨간집 민박 등에서는 인당 15,000 원 상당으로 식사를 제공하고 있다. 손죽도산 열무로 만든 비빔밥, 통발로 잡은 문어숙회 등 신선한 밥상을 기대해도 좋다.

## 같이 보기
- 여수 손죽도 이대원 사당 - 전라남도 문화재자료 제239호